# 아빠 엄마 오래 사세요
"엄마 아빠 오래 사세요"는 한국에서 제작된 이성구 감독의 1970년 영화이다. 신영균 등이 주연으로 출연하였고 김태수 등이 제작에 참여하였다.

## 출연

### 주연
- 신영균
- 남정임
- 황정순

## 기타
- 조명: 차정남
- 미술: 이문현